# Jek Porkins
Jek Porkins es un personaje de la saga Star Wars.
Este piloto humano pertenecía a la flota de la Alianza Rebelde. Durante la Batalla de Yavin, tenía el código de Rojo Seis y pilotaba un caza X-Wing. Jek Porkins no sobrevivió a este asalto a la primera Estrella de la muerte, ya que fue alcanzado por el cañón de una Torreta láser.
- Datos: Q517292